# Ulrich Walter
Ulrich Hans Walter (Iserlohn, 9 febbraio 1954) è un ex astronauta e fisico tedesco.

## Biografia
Walter nasce a Iserlohn nel Sauerland. Dopo quattro anni alle Volksschule nel 1964 frequenta il Märkische Gymnasium di Iserlohn. Consegue il diploma nel 1972 con successo e volontariamente si arruola nelle forze armate. Trascorse due anni nella Bundeswehr e gli ultimi dodici mesi nella Heeresflugabwehrschule di Rendsburg. Fu congedato come tenente della riserva.
Nel 1974 iniziò gli studi di fisica all'Università di Colonia. Dopo quattro semestri conseguì il Vordiplom e nel 1980 proseguì gli studi in fisica sperimentale (fisica della materia condensata). Divenne ricercatore al II. Physikalischen Institut dell'Università di Colonia, lavorando per il suo dottorato ("Neutronenstreuung an zwischenvalenten Systemen"). Fu promosso nel 1985.
Lavorò per due anni come post-dottorato negli Stati Uniti, sulla fisica della materia condensata. I primo anno lo passò al "Materials Science and Technology Division" presso l'Argonne National Laboratory vicino a Chicago. Successivamente fino all'estate del 1987 presso l' Università della California a Berkeley.